# Cuber
Cuber este o localitate din comuna Ljutomer, Slovenia, cu o populație de 73 de locuitori.